# 遠東SOGO
遠東SOGOは台湾に本拠を置く太平洋崇光百貨が運営する百貨店。「崇光」は「そごう」の中国語表記。「太平洋崇光百貨」の標準中国語読みは「タイピンヤン・チョングァン・パイフォ」となる。
太平洋百貨（かつては同じ太平洋建設グループであったが、現在は無関係）より「太平洋SOGO」の名称に対する商標権無効審判が請求され、知的財産局が百貨店等一部の役務指定を取り消したため、2017年9月より従来の社名は維持しつつも商標、店舗名は「遠東SOGO」に変更されることになった。なお、2012年に開店した新竹ビッグ・シティ店は、開店当初より遠東SOGOを使用していた。
なお、日本の「そごう」を運営しているそごう・西武（セブン&アイ・グループ）は、日本国外で「そごう」「西武」を使用している百貨店に資本参加しておらず、ライセンス契約を結んで商標を供与している。

## 概要
1986年3月 日本の「そごう」と台湾の「太平洋建設」が合弁会社として設立。
2000年 バブル崩壊によりそごう本体が破綻したばかりではなく、太平洋建設もアジア通貨危機や不動産不況で業績が悪化。太平洋そごう自体の売上は順調だったが、2001年9月の納莉台風で浸水被害にあい、数日間休業を余儀なくされた。その間に、資金繰りが回らなくなった太平洋建設から銀行が資金を引き上げたため、2002年 太平洋グループ総裁のzh:章民強は百貨店の売却を決意。李恒隆の提案により李恒隆を会長とする持ち株会社「太平洋流通投資」（資本金1,000万NT$）の経営に移行した。
その際、「遠東（ファーイースタン）グループ」の支援を受けることが決定し、遠東は現金40億NT$の増資を行い、99.7%の株式を取得した。と同時に遠東が李恒隆の会長退任を迫ったため 李恒隆が反発。裁判沙汰にまで発展するに至った。
2009年12月に一旦は「買収は無効」とされた判決を、2013年5月9日に台湾最高法院が覆し、遠東の勝利で幕を引くことになった。しかし、李恒隆はその後も民事、刑事、行政訴訟などで相次ぎ訴えを起こし、2019年には太平洋流通の株式をシンガポールの外食大手、ブレッドトークに売却し、同社を通じて経営者の登録変更を求めている。
遠東百貨（地場老舗店）との統合を目指しており、実現すれば新光三越を抜いて台湾1位となる可能性がある。2009年売上は新光三越658億NT$、太平洋崇光353億NT$、遠東百貨223億NT$。 日本で郊外型ショッピングセンターの台頭により百貨店が凋落傾向にあるように台湾、中国でも同様の傾向になることを予想し、今後の店舗展開は複合型ショッピングセンターにしていく予定。
2020年8月2日、蘇嘉全元立法院長の甥である蘇震清や陳唐山、廖国棟、徐永明ら与野党の元・現職立法委員6人は、公司法改正により当該百貨店の経営権を奪還しようとした李恒隆から賄賂を受け取ったとして、台北地方検察署の捜査を受けた。
上述のように、日本のそごう・西武とは商標ライセンス契約のみで資本関係は無いが、遠東SOGOと日本のそごう・西武のタイアップ企画で台湾産のマンゴーやライチを日本のそごう・西武の通販サイトで販売するなどの協業を行っている。

## 店舗

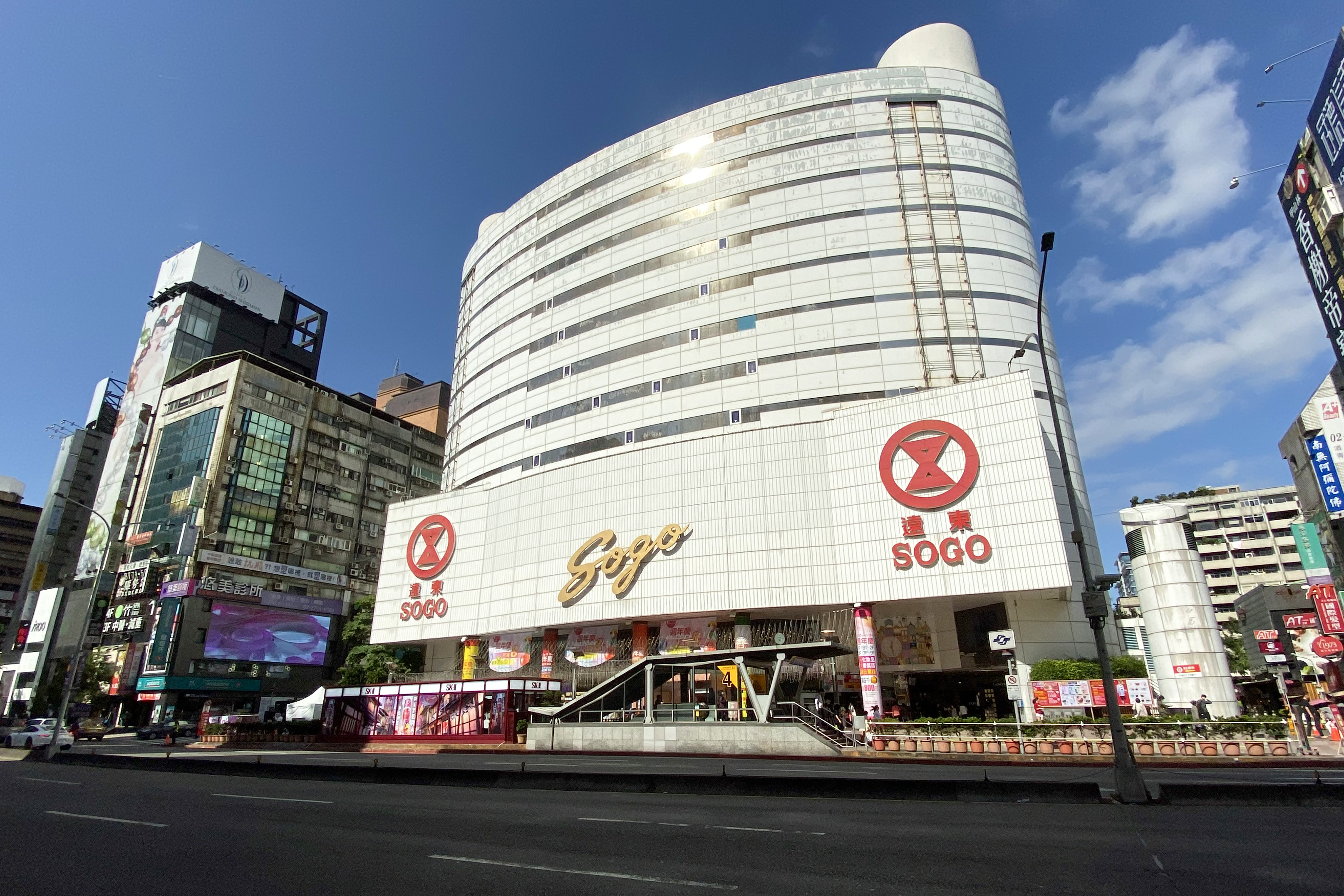
遠東SOGO 台北忠孝館

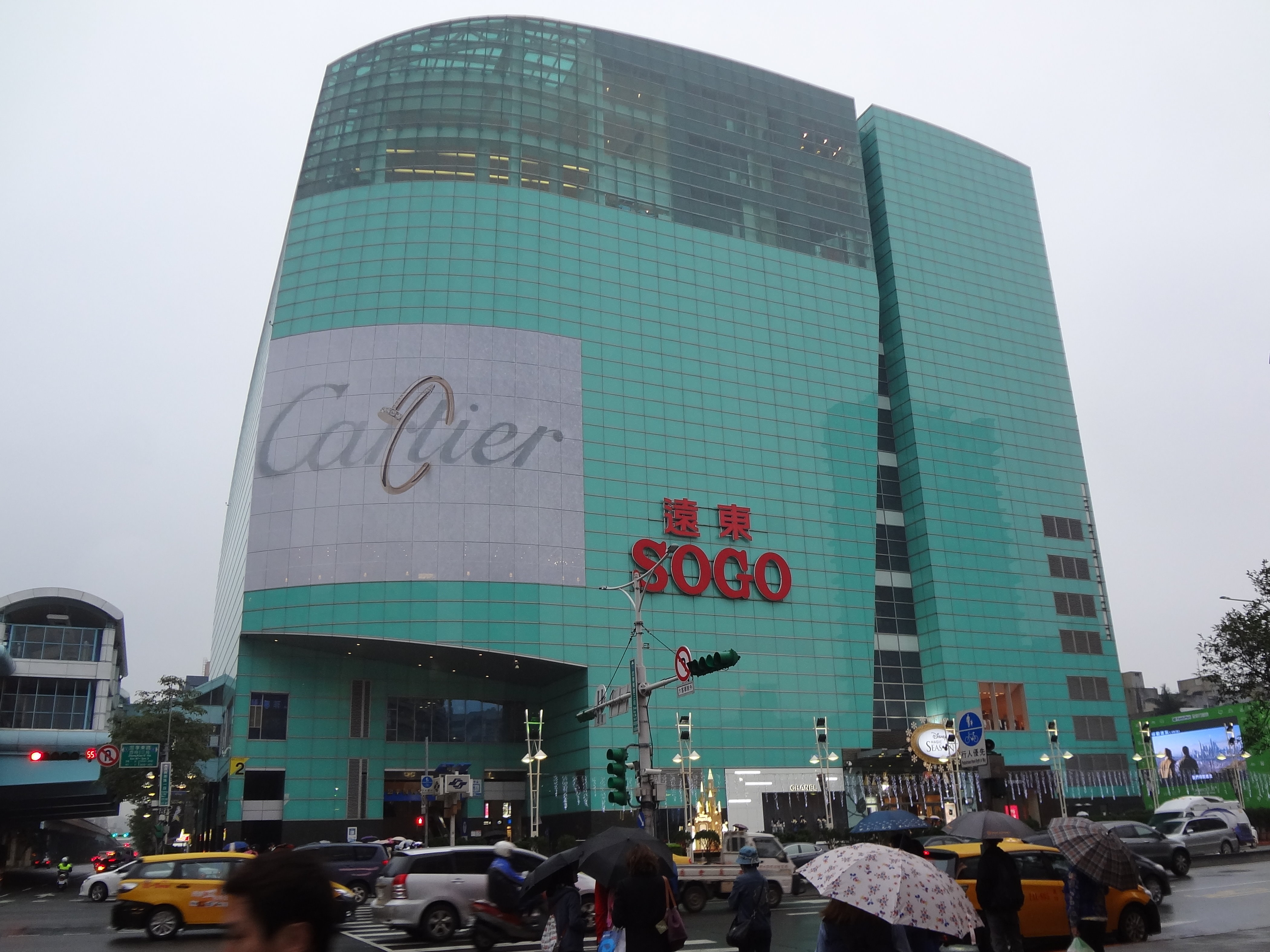
遠東SOGO 台北復興館

- 台北忠孝館（本館）

台北市大安区忠孝東路四段45號 MRT忠孝復興駅。52,800m2。 1987年11月11日開店。
| 階  | フロアガイド                                                               |
| --- | -------------------------------------------------------------------------- |
| 12F | おもちゃ、ビューティーサロン、催事場                                       |
| 11F | レストラン街                                                               |
| 10F | スポーツ用品                                                               |
| 9F  | 寢具、インテリア                                                           |
| 8F  | 家庭用品、家電品、CD                                                       |
| 7F  | 紳士用品                                                                   |
| 6F  | カジュアル、ジーンズ、ゴルフ用品                                           |
| 5F  | 婦人肌着、ナイトウェア、子供・ベビー用品                                   |
| 4F  | アーバン・ファッション、ジュエリー                                         |
| 3F  | レディース・ファッション、ハンドバッグ、アクセサリー                       |
| 2F  | ヤング・レディース・ファッション、アクセサリー                             |
| 1F  | 化粧品、婦人靴、インフォメーションカウンター                               |
| B1  | ティーンズ・ファッション、フードコート                                     |
| B2  | フレッシュマート 食品名店街（山崎製パン、神戸風月堂、源吉兆庵他） 千福薬局 |
| B3  | 駐車場                                                                     |

- 台北復興館

台北市大安区忠孝東路三段300號 MRT忠孝復興。地下3階-地上11階。42,000m2。2006年開店。
| 階  | フロアガイド                                                                                         |
| --- | --- |
| 11F | レストラン街(上海料理・日本料理・焼肉・鍋物料理)                                                     |
| 10F | レストラン街(外国料理・香港風料理・日本料理・鉄板焼き・タイ料理・オーストリア式アフターヌーンティー) |
| 9F  | 寝具、カフェ、そごうカード受付、日本庭園                                                             |
| 8F  | 家電、台所用品、ハンズ、ソニーストア直営店、催事場、Apple Store                                      |
| 7F  | 紳士服・紳士用品、メンズスキンケア、The TEDDY's FARM                                                 |
| 6F  | カジュアル・スポーツ、デニム・アウトドア、無印良品、JINS                                             |
| 5F  | レディースファッション、アクセサリー、肌着                                                           |
| 4F  | 婦人服、ジュエリー、アクセサリー                                                                     |
| 3F  | ブランド品、婦人靴                                                                                   |
| 2F  | ブランド品、宝飾品、時計、MRT文湖線連絡通路                                                          |
| 1F  | ブランド品、宝飾品、時計、MRT忠孝復興駅連絡通路、サービスカウンター                                  |
| B1  | 化粧品、アロマ、服飾雑貨                                                                             |
| B2  | 婦人靴、フードコート、サービスカウンター、ハーゲンダッツ、スターバックスコーヒー、モスバーガー       |
| B3  | スーパーマーケット、ギフトカウンター、お惣菜、軽食、カフェ                                           |
| B4  | 駐車場、タクシーセンター                                                                             |
| B5  | 駐車場                                                                                               |
| B6  | 駐車場                                                                                               |

- 台北敦化館

台北市大安区敦化南路一段246號 MRT忠孝敦化駅。地下4階-地上5階。10,655m2。
1994年9月16日開店。1975年永琦百貨敦化店（大永興業と東急百貨店の合弁）として開店。
| 階 | フロアガイド                                            |
| -- | ------------------------------------------------------- |
| 7F | レストラン(N°168 PRIME STEAKHOUSE)                      |
| 6F | レストラン(漢來ハーバーレストラン)                      |
| 5F | 生活雑貨、美容院、ABCクッキングスタジオ、マッサージ機器 |
| 4F | 婦人服、レストラン                                      |
| 3F | 婦人服、アクセサリー                                    |
| 2F | ブランド品                                              |
| 1F | ブランド品                                              |
| B1 | 化粧品、宝飾品、レストラン                              |
| B2 | スーパーマーケット、ギフトカウンター、レストラン        |
| B3 | 駐車場                                                  |
| B4 | 駐車場                                                  |

- 天母店

台北市士林区中山北路六段77號 MRT芝山駅。地下4階-地上8階。26,775m2。2009年5月22日開店。
- 遠東Garden City

台北市信義区忠孝東路四段505號。台北ドームに隣接。地下2階-地上8階。2024年5月30日開店。
- 中壢店

桃園市中壢区元化路357號 海華新都心 地下4階-地上11階。66,990m2 。1998年9月25日開店。
- 新竹店

新竹市東区中央路239號 ビッグ・シティ（旧.風城松屋百貨）。2012年4月28日開店。
- 高雄店

高雄市苓雅区三多三路217號 高雄メトロ三多商圈駅。地下5階-地上17階。56,760m2。1996年9月26日開店。

### 過去に存在した店舗
- 台北101店

台北市信義区信義路5段7号 台北101 。2003年9月25日開店。2008年10月閉店。
- 中壢中央新館

桃園縣中壢市（現桃園市中壢区）中央西路一段 世貿財星廣場（旧.遠東百貨中壢店）。2004年6月17日開店。2011年2月閉店。
- 新竹駅前店

新竹市東区民族路2號 台鉄新竹駅前、元新竹客運バスターミナル 地下5階-地上13階。15,800m2。1999年9月25日開店。2019年8月31日閉店。

## SOGO以外の主な遠東グループ店舗

### 台湾
- 遠東百貨股份有限公司 1967年8月31日設立。
  - 西門寶慶FE21遠百 台北市中正区寶慶路27號 メトロ西門駅 1972年開店。
  - 遠東百貨 遠百信義A13 台北市信義区松仁路58號 メトロ象山駅 2019年開店。
  - 板橋FE21遠百（板橋中山店） 新北市板橋区中山路一段152號 メトロ・台鉄・高鐵板橋駅
  - 板橋メガシティ&メガタワー大遠百（板橋新站店） 新北市板橋区新站路28號 板橋駅
  - 桃園FE21遠百 桃園市中正路20號
  - 遠東百貨 竹北店 新竹県竹北市莊敬北路18號
  - 新竹大遠百 新竹市西大路323號
  - 台中トップ・シティ大遠百 台中市西屯区台中港路二段105號
  - 嘉義FE21遠百 嘉義市西区垂楊路537號 BRT新光三越遠東駅
  - 台南FE21大遠百 成功店：台南市前鋒路210號 娯楽城：台南市公園路60號
  - 高雄FE21大遠百 高雄市三多四路21號　メトロ三多商圏駅
  - 花蓮FE21遠百 花蓮市和平路581號
- 亜東百貨股份有限公司 遠企ショッピングセンター 台北市大安區敦化南路二段203號
- 遠百企業股份有限公司 愛買 FE-aマート（スーパー）

・基隆店 ・忠孝店 ・景美店 ・板新店 ・永和店 ・三重店 ・桃園店 ・楊梅店
・新竹店 ・巨城店 ・永福店 ・豊原店 ・復興店 ・中港店 ・員林店 ・台南店 ・高雄店
・花蓮店

### 中国
- 天津遠百百貨有限公司
  - 遠東百貨天津店 天津市南開区東馬路168号 2006年5月19日開店。 面積:57,000m2。

- 大連太平洋百貨有限公司
  - 連太百貨 大連市中山区解放路19号 2002年4月18日開店。 面積:14,000m2。

- 上海太平洋百貨有限公司
  - 上海徐匯店 上海市徐匯区衡山路932号 1993年12月開店。 面積:30,000m2。
  - 上海淮海店 上海市黄浦区淮海中路333号 1997年9月開店。 面積:30,000m2。
  - 上海不夜城店  上海市閘北区天目西路218号 2000年12月1日開店。 面積:41,000m2。

- 重慶遠百百貨有限公司
  - 遠東重慶江北店 重慶市江北区北城天街購物広場 2005年1月21日開店。 面積:43,000m2。
- 重慶太平洋百貨有限公司
  - 遠東重慶大都会店 重慶市渝中区重慶大都会商廈 1997年8月1日開店。 面積:22,000m2。

- 成都太平洋百貨公司
  - 遠東成都天府店 成都市錦江区東御街18号 2011年6月25日開店。 面積:60,000m2。
  - 成都春熙店 成都市錦江区総府路12号 1993年12月1日開店。 面積:16,000m2。
- 成都全興太平洋百貨有限公司
  - 遠東成都騾馬市店 成都市青羊区人民中路二段68号 1996年1月18日開店。 面積:28,000m2。

- 無錫遠東百貨有限公司
  - 遠東無錫店 無錫市梁渓区中山路531号